# Stefano Garris
Stefano Marco „Nino“ Garris (* 21. April 1979 in Paderborn) ist ein ehemaliger deutscher Basketballspieler. Er bestritt 72 Länderspiele und 249 Bundesliga-Spiele.

## Leben
Der Sohn eines US-amerikanischen Vaters und einer italienischen Mutter spielte zunächst Fußball beim SC GW Paderborn. Mit seinem Vater besuchte er schon in Kindertagen als Zuschauer Heimspiele der Paderborner Basketballmannschaft und lebte eine Zeit lang auch in den Vereinigten Staaten. Ein Freund nahm ihn in Paderborn zum Basketballtraining mit. In der Jugend wurde er von Nima Mehrdadi gefördert. Garris spielte für Forbo Paderborn in der 2. Basketball-Bundesliga, bevor er 1998 nach Berlin wechselte. Nach einer verletzungsbedingten Pause in der Saison 1998/1999 machte er dort von 1999 bis 2001 beim TuS Lichterfelde, dem Farmteam von Alba Berlin, große Fortschritte.
Schon Ende der Saison 2000/2001, mit einer Doppellizenz auch für Alba spielberechtigt, sprang er in den Playoffs um die Deutsche Meisterschaft für verletzte Leistungsträger ein und hatte auf Anhieb einen großen Anteil daran, dass die Berliner ihren Meistertitel erfolgreich verteidigen konnten.
Gleich anschließend setzte Nino seinen Aufstieg bei der EM 2001 in der Türkei fort. Dort wurde er mit Deutschland Vierter und erzielte im Turnierverlauf 5,6 Punkte je Begegnung. 2002 gewann er mit der Nationalmannschaft Bronze bei der Weltmeisterschaft, Garris war daran mit 4,2 Punkten je Partie beteiligt. 2005 musste er kurz vor der Europameisterschaft seine Turnierteilnahme wegen einer Operation am Fußgelenk absagen.
Der 1,98 m große Garris spielte auf den Position zwei und drei. Er war als Verteidigungsspezialist und Distanzschütze bekannt. Für Berlin erzielte er in der Saison 2004/2005 bei einer Trefferquote von 45 Prozent 11,1 Punkte pro Spiel. 2005 unterschrieb er bei den Skyliners Frankfurt einen Dreijahresvertrag, bestritt für die Hessen bis 2008 verletzungsbedingt aber nur 52 Bundesliga-Spiele.
Am 7. Oktober 2005 erschien ein Hip-Hop-Titel mit dem Namen „Kling wie du“ auf der CD Dein Lieblings Album von Deine Lieblings Rapper, in dem Garris als Rapper auftrat.
Die Sängerin Stephanie Brauckmeyer (Deutschland sucht den Superstar) brachte am 6. Februar 2006 den gemeinsamen Sohn Jaden Romeo zur Welt. Im Dezember 2009 heiratete Garris seine langjährige Lebensgefährtin.
Ab der Saison 2008/2009 spielte Garris wieder für seinen Heimatverein Paderborn Baskets, dies gab der Verein am 28. Juli 2008 auf einer Pressekonferenz bekannt. Nach einer Saison, in der er durchschnittlich 4,7 Punkte erzielte, verließ er die Mannschaft.
Nach einer Saison ohne Pflichtspiel-Einsatz schloss sich Garris zur Saison 2010/2011 dem TV Salzkotten in der 1. Regionalliga West an. Dort sollte er eine junge Mannschaft führen und dabei helfen den Verein in der Liga zu halten. 2012 trat Garris dann aus gesundheitlichen Gründen endgültig vom Leistungssport zurück. Er studierte bis 2015 Betriebswirtschaftslehre und arbeitete rund drei Jahre als Spielervermittler für eine Berliner Agentur, die Berufsbasketballspieler berät. Er gründete zudem mit einem Geschäftspartner ein Reiseunternehmen und wurde Geschäftsführer der Firma.
Zur Saison 2020/2021 stieß Garris als Assistenztrainer zum Stab der Paderborn Baskets und war bis 2022 in diesem Amt tätig.

## Erfolge
- 1999 Deutscher Pokalsieger und Meister mit Alba Berlin
- 2000 Deutscher Meister mit Alba Berlin
- 2001 Deutscher Meister mit Alba Berlin und 4. Platz bei der EM in der Türkei mit Deutschland
- 2002 Deutscher Pokalsieger und Meister mit Alba Berlin und die Bronzemedaille bei der WM in Indianapolis mit Deutschland
- 2003 Deutscher Pokalsieger und Meister mit Alba Berlin